# Рифкогель, Вальдемар
Вальдемар Рифкогель (нем. Waldemar Riefkogel; 7 января 1913, Зарштедт, Хильдесхейм — 28 июля 1944, Кисилани-Кусе, Польша) — гауптштурмфюрер СС, капитан полиции, кавалер Рыцарского креста Железного креста.

## Карьера
В октябре 1934 Вальдемар Рифкогель, сын торговца, поступил на службу в земельную полицию, из которой к концу 1936 года перевёлся в шульцполицию.
С началом Второй мировой войны направлен в Польшу в составе вспомогательных частей шульцполиции. С началом активных действий против Франции находился в составе Полицейской дивизии СС.
С августа 1941 командир взвода 10-й роты 2-го полицейского пехотного полка СС Полицейской дивизии СС.
Окончил курсы при танковом училище Вермахта в Вюнсдорфе, что позволило к концу 1942 года стать командиром 1-й, а с 1944 году — 3-й роты 3-го танкового полка СС «Мёртвая голова» моторизированной дивизии СС «Мёртвая голова».
В марте 1943 года отличился в боях под Чугуевым, за что 11 июля 1943 года награждён Рыцарским крестом Железного креста.
28 июля 1944 года был ранен в бою к востоку от Варшавы, и, находясь на перевязочном пункте, передал своей роте последние слова: «Передавайте привет моей отважной роте. Теперь оберштурмфюрер Грамм поведёт вас в бой, как это делал я». Через несколько часов скончался.

## Награды
- Железный крест 2-го класса
- Железный крест 1-го класса
- Рыцарский крест (11 июля 1943)